# Catherine Gage
Catherine Gage (18 de mayo de 1815 - 16 de febrero de 1892) fue una botánica  irlandesa, e ilustradora botánica y ornitológica.

## Biografía

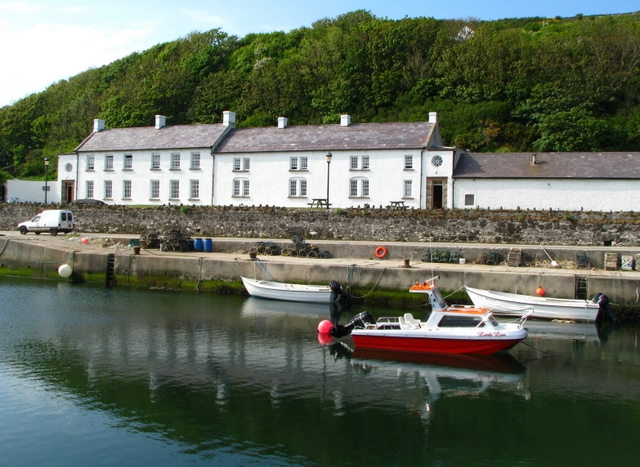
La casa de Gage, Manor Casa, isla Rathlin.

Catherine Gage nació en el Condado de Down, el 18 de mayo de 1815, hija del Rev. Robert Gage y Catherine Boyd.
Gage vivió toda su vida en la casa familiar, Manor House en la isla de Rathlin. Gage falleció 16 de febrero de 1892 y fue inhumado en la isla Rathlin.

## Obra de ilustración
Gage parece haber dedicado una parte de su vida a la ilustración de un libro de su hermano Robert Gage sobre las aves de la isla de Rathlin que nunca fue publicado. El libro fue diseñado por John James Audubon con el nombre de Los Pájaros de América. Durante el curso de ese trabajo produjo quinientas acuarelas de pájaros. También ilustró plantas locales, creando una lista para la Sociedad Botánica de Edimburgo, con un resumen publicado en 1850, en Anales y Revista de Historia Natural. Y, también trabajó con su hermana, Barbara Gage, ilustrando la flora local así como de la fauna.
Susl folios de ilustraciones de aves fue subastado en 2010, en €13.500.